# Temporada 1959 del Campeonato del Mundo de Motociclismo
La temporada de 1959 del Campeonato del Mundo de Motociclismo fue la 11.º edición del Campeonato Mundial de Motociclismo.
La temporada consistió en ocho pruebas en cinco cilindradas: 500cc, 350cc, 250cc, 125cc y Sidecars 500cc. Comenzó el 17 de mayo en el Gran Premio de Francia y finalizó el 6 de septiembre en el Gran Premio de las Naciones.

## Resumen
No se incluyeron cambios particulares en las regulaciones con respecto a los puntuajes asignados y las reglas sobre resultados válidos para la clasificación final. Como en el año anterior, pocos fabricantes participaban oficialmente en el campeonato mundial, solo los italianos que y los británicos firmaron el acuerdo. Las novedades en este campo fue el regreso de Benelli después de una ausencia desde 1951 y el debut mundial de Honda, el primer fabricante japonés en hacerlo, donde gana un sexto lugar en la carrera de 125cc del TT Isla de Man.
La consecuencia de la ausencia de grandes escudería provocó el monopolio de MV Agusta, que se llevó todos los títulos de todads las categorías. Dos de sus pilotos Carlo Ubbiali y John Surtees se repartieron los títulos.

## Calendario y resultados
| Ronda | Fecha           | Gran Premio                     | Circuito            | Ganador 125cc     | Ganador 250cc     | Ganador 350cc | Ganador 500cc |          |
| ----- | --------------- | ------------------------------- | ------------------- | ----------------- | ----------------- | ------------- | ------------- | -------- |
| 1     | 17 de mayo      | Gran Premio de Francia          | Circuito de Charade |                   |                   | John Surtees  | John Surtees  | Artículo |
| 2     | 6 de junio      | TT Isla de Man                  | Snaefell Mountain   | Tarquinio Provini | Tarquinio Provini | John Surtees  | John Surtees  | Artículo |
| 3     | 14 de junio     | Gran Premio de Alemania         | Hockenheimring      | Carlo Ubbiali     | Carlo Ubbiali     | John Surtees  | John Surtees  | Artículo |
| 4     | 27 de junio     | Gran Premio de los Países Bajos | TT Circuit Assen    | Carlo Ubbiali     | Tarquinio Provini | Bob Brown †   | John Surtees  | Artículo |
| 5     | 5 de julio      | Gran Premio de Bélgica          | Spa-Francorchamps   | Carlo Ubbiali     | Gary Hocking †    |               | John Surtees  | Artículo |
| 6     | 26 de julio     | Gran Premio de Suecia           | Råbelöfsbanan       | Tarquinio Provini | Gary Hocking      | John Surtees  | Bob Brown †   | Artículo |
| 7     | 8 de agosto     | Gran Premio del Úlster          | Dundrod Circuit     | Mike Hailwood     | Gary Hocking      | John Surtees  | John Surtees  | Artículo |
| 8     | 6 de septiembre | Gran Premio de las Naciones     | Monza               | Ernst Degner      | Carlo Ubbiali     | John Surtees  | John Surtees  | Artículo |

† Carrera que no puntuaba para el Mundial.
†† El Gran Premio de las Naciones contó con una carrera de 175 cc, ganada por Francesco Villa.

## Resultados

### 500cc[2]
El campeonato se celebró durante 7 carreras, con la única exclusión del GP de Suecia: en este Gran Premio, las 500 corrieron de acuerdo con las reglas probadas por la FIM ese año con la creación de la "clase F1", donde los prototipos GP clásicos estaban flanqueados por modelos derivados de la producción en serie. En las siete carreras en que se desarrolló el campeonato, las victorias cayeron de forma unánime a John Surtees que además sumó la vuelta más rápida en la carrera.
| Pos. | Piloto                   | Moto               | MAN | GER | HOL | BEL | SWE | ULS | NAC | Pts.    |
| ---- | ------------------------ | ------------------ | --- | --- | --- | --- | --- | --- | --- | ------- |
| 1    | John Surtees             | MV Agusta          | 1   | 1   | 1   | 1   | 1   | 1   | 1   | 32 (56) |
| 2    | Remo Venturi             | MV Agusta          | 2   |     | 2   | 3   | 5   |     | 2   | 22 (24) |
| 3    | Bob Brown                | Norton             | 9   | 3   | 3   | 2   | 4   | 5   | 4   | 17 (22) |
| 4    | Geoff Duke               | Norton             |     |     | 9   |     | 3   | 3   | 3   | 12      |
| 5    | Gary Hocking             | Norton             | 3   |     | Ret | Ret | 2   | Ret | Ret | 10      |
| 6    | Bob McIntyre             | Norton             |     | 5   |     |     |     | 2   |     | 8       |
| 7    | Alistair King            | Norton             |     | 2   |     |     |     | 6   |     | 7       |
| 8    | Dickie Dale              | BMW                | 4   | Ret | Ret | 4   | 8   | 7   | Ret | 6       |
| 9    | Terry Shepherd           | Norton             | 5   | Ret |     |     |     | 4   |     | 5       |
| 10   | John Hempleman           | Norton             | 17  |     | 5   | Ret | Ret | 8   | 5   | 4       |
| 11   | Derek Powell             | Matchless          |     | 4   |     |     |     | 14  |     | 3       |
| 12   | Ken Kavanagh             | Norton             |     | DNS | 4   | Ret | Ret |     |     | 3       |
| 13   | Paddy Driver             | Norton             | 6   | 6   | Ret | Ret |     | Ret | 6   | 3       |
| 14   | Jim Redman               | Norton             |     | Ret | Ret | 5   | 9   | Ret | Ret | 2       |
| 15   | Bob Anderson             | Norton             | 8   | Ret |     | Ret | 6   |     |     | 1       |
| 16   | Ron Miles                | Norton             |     | 12  | 12  | 6   |     | 11  |     | 1       |
| 17   | Alois Huber              | BMW                |     |     | 6   |     |     |     |     | 1       |
| 18   | Tom Phillis              | Norton             | 7   | 16  | Ret | Ret | 7   | Ret |     | 0       |
| 19   | Hans-Günter Jäger        | BMW                | 11  |     | 10  | 7   | 16  |     | 8   | 0       |
| 20   | Ernst Hiller             | BMW                |     |     | 8   | Ret |     |     | 7   | 0       |
| 21   | Geoff Tanner             | Norton             | Ret |     | 7   | 9   | 11  |     |     | 0       |
| 22   | Alan Shepherd            | Matchless          |     | 7   |     |     |     | 9   |     | 0       |
| 23   | George Catlin            | Matchless          |     | 8   |     |     |     |     |     | 0       |
| =    | Anton Elbersen           | BMW                |     |     | 8   |     |     |     |     | 0       |
| 25   | Ralph Rensen             | Norton             | 10  | 9   |     |     |     | 10  |     | 0       |
| 26   | Karl Untersteggaber      | Norton             |     |     |     |     |     |     | 9   | 0       |
| 27   | Derek Minter             | Norton             |     | Ret |     | Ret | 10  |     |     | 0       |
| =    | Peter Pawson             | Norton             |     | 10  |     | Ret |     | Ret |     | 0       |
| 29   | Paolo Campanelli         | Norton             |     |     |     |     |     |     | 10  | 0       |
| 30   | Jacques Insermini        | Norton             | Ret |     |     |     |     |     | 11  | 0       |
| =    | Brian Setchell           | Norton             |     | 11  |     |     |     |     |     | 0       |
| =    | Evert Carlsson           | BMW                |     |     | 11  |     |     |     |     | 0       |
| 33   | Raymond Bogaerdt         | Norton             |     |     |     | Ret | 12  |     |     | 0       |
| 34   | Jacques Collot           | Norton             | 12  |     |     |     |     |     |     | 0       |
| =    | Vasco Loro               | Norton             |     |     |     |     |     |     | 12  | 0       |
| =    | Stephen Murray           | Matchless          |     |     |     |     |     | 12  |     | 0       |
| 37   | Mike Hailwood            | MV Agusta / Norton |     | Ret |     |     | 13  |     | Ret | 0       |
| =    | Alfredo Milani           | Gilera             |     |     |     | Ret | Ret |     | 13  | 0       |
| 39   | Guy Ligier               | Norton             | 13  |     |     |     |     |     |     | 0       |
| =    | Rudolf Gläser            | Norton             |     |     | 13  |     |     |     |     | 0       |
| =    | Robin Fitton             | Norton             | Ret |     |     |     |     | 13  |     | 0       |
| =    | Bill Smith               | Matchless          |     | 13  |     |     |     |     |     | 0       |
| 43   | Yvon Callede             | Norton             |     |     | 14  |     |     |     |     | 0       |
| =    | Ewan Haldane             | Norton             |     | 14  |     |     |     |     |     | 0       |
| =    | Charly Maubert           | Norton             | 14  |     |     |     |     |     |     | 0       |
| =    | Jules Nies               | Matchless          |     |     |     |     | 14  |     |     | 0       |
| 47   | Don Chapman              | Norton             |     | Ret |     |     |     | 15  |     | 0       |
| 48   | Maurice de Polo          | Norton             | 15  |     |     |     |     |     |     | 0       |
| =    | Raymond Hanset           | Norton             |     |     |     |     | 15  |     |     | 0       |
| =    | Bob Rowbottom            | Norton             |     | 15  |     |     |     |     |     | 0       |
| 51   | Tommy McLeod             | Norton             |     |     |     |     |     | 16  |     | 0       |
| =    | Albert Montagne          | Norton             | 16  |     |     |     |     |     |     | 0       |
| 53   | Jean-Pierre Bayle        | Norton             | Ret |     | Ret |     | 17  |     |     | 0       |
| =    | Stan Cameron             | Matchless          |     | Ret |     |     |     | 17  |     | 0       |
| 55   | Joe Wright               | Norton             |     | 17  |     |     |     |     |     | 0       |
| 56   | Harry Grant              | Norton / Matchless |     | 18  |     |     |     | 22  |     | 0       |
| =    | Jimmy Jones              | Norton             |     |     |     |     |     | 18  |     | 0       |
| 58   | William McCosh           | Matchless          |     |     |     |     |     | 19  |     | 0       |
| =    | Fred Stevens             | AJS                |     | 19  |     |     |     |     |     | 0       |
| 60   | Martin Brosnan           | Norton             |     |     |     |     |     | 20  |     | 0       |
| =    | Ed LaBelle               | BMW                |     | 20  |     |     |     |     |     | 0       |
| 62   | George Northwood         | Norton             |     | 21  |     |     |     |     |     | 0       |
| =    | Willie White             | Norton             |     |     |     |     |     | 21  |     | 0       |
| 64   | Vernon Cottle            | Norton             |     | 22  |     |     |     |     |     | 0       |
| 66   | Frank Gordon             | Norton             |     |     |     |     |     | 23  |     | 0       |
| 67   | Ernie Oliver             | AJS                |     |     |     |     |     | 24  |     | 0       |
| 68   | Jack Shannon             | BSA                |     |     |     |     |     | 25  |     | 0       |
| 69   | John Brown               | Norton             |     |     |     |     |     | 26  |     | 0       |
| -    | Eric Hinton              | Norton             |     | Ret |     |     |     | Ret | Ret | 0       |
| -    | Jimmy Buchan Jr          | Norton             |     | Ret |     |     |     | Ret |     | 0       |
| -    | Jack Findlay             | Norton             |     | Ret |     |     |     | Ret |     | 0       |
| -    | John Hartle              | MV Agusta          |     | Ret |     |     |     | Ret |     | 0       |
| -    | Llewelyn Ranson          | Norton             |     | Ret |     |     |     | Ret |     | 0       |
| -    | Ernesto Brambilla        | MV Agusta          |     |     | Ret |     |     |     |     | 0       |
| -    | Jack Brett               | Norton             |     | Ret |     |     |     |     |     | 0       |
| -    | Jack Bullock             | Matchless          |     | Ret |     |     |     |     |     | 0       |
| -    | Louis Carr               | Norton             |     | Ret |     |     |     |     |     | 0       |
| -    | Eric Cheers              | Norton             |     | Ret |     |     |     |     |     | 0       |
| -    | Artemio Cirelli          | Gilera             |     |     |     |     |     |     | Ret | 0       |
| -    | Barry Cortvriend         | Matchless          |     | Ret |     |     |     |     |     | 0       |
| -    | George Costain           | Norton             |     | Ret |     |     |     |     |     | 0       |
| -    | Adolfo Covi              | Norton             |     |     |     |     |     |     | Ret | 0       |
| -    | Dick Creith              | Norton             |     |     |     |     |     | Ret |     | 0       |
| -    | Davy Crawford            | Norton             |     |     |     |     |     | Ret |     | 0       |
| -    | Bruce Daniels            | Norton             |     | Ret |     |     |     |     |     | 0       |
| -    | Bertie Farlow            | Norton             |     |     |     |     |     | Ret |     | 0       |
| -    | Ray Fay                  | Norton             |     | Ret |     |     |     |     |     | 0       |
| -    | Peter Ferbrache          | Matchless          |     |     |     | Ret |     |     |     | 0       |
| -    | Bob Ferguson             | Norton             |     |     |     |     |     | Ret |     | 0       |
| -    | Ralph Fox                | AJS                |     | Ret |     |     |     |     |     | 0       |
| -    | Joe Glazebrook           | Norton             |     | Ret |     |     |     |     |     | 0       |
| -    | Roger Graham             | Norton             |     | Ret |     |     |     |     |     | 0       |
| -    | Owen Greenwood           | Triumph            |     | Ret |     |     |     |     |     | 0       |
| -    | Francesco Guglielminetti | Norton             |     |     |     |     |     |     | Ret | 0       |
| -    | Tom Hesketh              | Norton             |     | Ret |     |     |     |     |     | 0       |
| -    | Tommy Holmes             | BSA                |     |     |     |     |     | Ret |     | 0       |
| -    | Roy Ingram               | Norton             |     | Ret |     |     |     |     |     | 0       |
| -    | Len Ireland              | Norton             |     |     |     |     |     | Ret |     | 0       |
| -    | Den Jarman               | Norton             |     | Ret |     |     |     |     |     | 0       |
| -    | Lothar John              | BMW                |     |     | Ret |     |     |     |     | 0       |
| -    | Host Kassner             | Norton             |     | Ret |     |     |     |     |     | 0       |
| -    | Luigi Marcelli           | Norton             |     |     |     |     |     |     | Ret | 0       |
| -    | Angus Martin             | Norton             |     | Ret |     |     |     |     |     | 0       |
| -    | Giuseppe Mantelli        | Gilera             |     |     |     |     |     |     | Ret | 0       |
| -    | Emanuele Maugliani       | Gilera             |     |     |     |     |     |     | Ret | 0       |
| -    | Robert McCracken         | Norton             |     |     |     |     |     | Ret |     | 0       |
| -    | Fritz Messerli           |                    | Ret |     |     |     |     |     |     | 0       |
| -    | Syd Mizen                | Norton Dunstall    |     | Ret |     |     |     |     |     | 0       |
| -    | Albert Moule             | Norton             |     | Ret |     |     |     |     |     | 0       |
| -    | Frank Perris             | Norton             |     |     |     | Ret |     |     |     | 0       |
| -    | Harry Plews              | AJS                |     | Ret |     |     |     |     |     | 0       |
| -    | Ladislaus Richter        | Norton             |     |     |     | Ret |     |     |     | 0       |
| -    | Bill Robertson           | Norton             |     | Ret |     |     |     |     |     | 0       |
| -    | Walter Scheimann         | Norton             |     |     | Ret |     |     |     |     | 0       |
| -    | Toni Schmitz             | Norton             |     |     |     |     |     | Ret |     | 0       |
| -    | Ray Spence               | Norton             |     |     |     |     |     | Ret |     | 0       |
| -    | Don Tickle               | Norton             |     |     |     | Ret |     |     |     | 0       |
| -    | Alan Trow                | Norton             |     | Ret |     |     |     |     |     | 0       |
| -    | Dino Valbonesi           | Gilera             |     |     |     |     |     |     | Ret | 0       |
| -    | Michel Valentin          |                    | Ret |     |     |     |     |     |     | 0       |
| -    | Martinus van Son         | Norton             |     |     |     |     |     |     | Ret | 0       |
| -    | Roberto Vigorito         | Norton             |     |     |     |     |     |     | Ret | 0       |
| -    | Arthur Wheeler           | AJS                |     | Ret |     |     |     |     |     | 0       |
| -    | Lewis Young              | Norton             |     | Ret |     |     |     |     |     | 0       |
| -    | Benedetto Zambotti       | Gilera             |     |     |     |     |     |     | Ret | 0       |
| Pos. | Piloto                   | Moto               | MAN | GER | HOL | BEL | SWE | ULS | NAC | Pts.    |

### 350cc[3]
También en esta categoría, como en la clase reina, el dominador absoluto fue el británico John Surtees con MV Agusta que ganó las 6 carreras del calendario La categoría no se celebró en Holanda, ni en Bélgica. En ambas ocasiones los 350 compitieron de acuerdo con las regulaciones de la "clase F1".
| Pos. | Piloto            | Moto      | Pts. |
| ---- | ----------------- | --------- | ---- |
| 1    | John Surtees      | MV Agusta | 48   |
| 2    | John Hartle       | MV Agusta | 16   |
| 3    | Bob Brown         | Norton    | 14   |
| 4    | Gary Hocking      | Norton    | 12   |
| 5    | Geoff Duke        | Norton    | 10   |
| 6    | Remo Venturi      | MV Agusta | 6    |
| 7    | Dickie Dale       | AJS       | 6    |
| 8    | John Hempleman    | Norton    | 6    |
| 9    | Bob Anderson      | Norton    | 5    |
| 10   | Alistair King     | Norton    | 4    |
| =    | Ernesto Brambilla | MV Agusta | 4    |
| 12   | Paddy Driver      | Norton    | 4    |
| 13   | Mike Hailwood     | AJS       | 2    |
| =    | Tom Phillis       | Norton    | 2    |
| 15   | Jim Redman        | Norton    | 2    |
| 16   | Terry Shepherd    | Norton    | 1    |
| =    | Dave Chadwick     | Norton    | 1    |
| =    | Gilberto Milani   | Norton    | 1    |

### 250cc[4]
La categoría 250 se disputó en seis carrera. Las excepciones fueron el GP de Francia y GP del Bélgica. A diferencia de las clases principales, los 250 tuvieron 3 ganadores diferentes (Carlo Ubbiali, Tarquinio Provini y Gary Hocking) con dos para cada uno.
| Pos. | Piloto            | Equipo    | Pts. |
| ---- | ----------------- | --------- | ---- |
| 1    | Carlo Ubbiali     | MV Agusta | 28   |
| 2    | Tarquinio Provini | MV Agusta | 16   |
| =    | Gary Hocking      | MZ        | 16   |
| 4    | Ernst Degner      | MZ        | 14   |
| 5    | Mike Hailwood     | Mondial   | 13   |
| 6    | Emilio Mendogni   | Morini    | 10   |
| 7    | Derek Minter      | Morini    | 7    |
| 8    | Tommy Robb        | GMS-MZ    | 7    |
| 9    | Horst Fügner      | MZ        | 6    |
| 10   | Geoff Duke        | Benelli   | 5    |
| 11   | Dave Chadwick     | MV Agusta | 4    |
| 12   | Libero Liberati   | Morini    | 3    |
| 13   | Horst Kassner     | NSU       | 2    |
| =    | Phil Carter       | NSU       | 2    |
| =    | Luigi Taveri      | MZ        | 2    |
| 16   | Rudi Thalhammer   | NSU       | 1    |
| =    | Dickie Dale       | Benelli   | 1    |
| 18   | Günter Beer       | Adler     | 1    |

### 125cc[5]
Como en 250, también el octavo de litro, se disputaron siete pruebas (el único GP que no disputó fue el de Francia). El título fue un asunto de dos hombres. ambos los pilotos oficiales del MV Agusta; en total ganaron 5 pruebas y el resultado final los clasificó en el mismo orden que los 250 con Carlo Ubbiali por delante de Tarquinio Provini.
Además del debut del primer fabricante de motocicletas japonés también tuvo la primera presencia en el ranking de un piloto de la misma nación, Naomi Taniguchi que llevó a Honda al sexto lugar en el TT Isla de Man. Una de las victorias fue para Mike Hailwood Ducati y otra para MZ con Ernst Degner.
Entre las curiosidades también podemos mencionar el hecho de que algunos pilotos cambiaron de marca de motocicleta a mediados de temporada: Luigi Taveri que había comenzado la temporada como piloto de MZ cambió a Ducati y Gary Hocking que, siempre del MZ, pasó al MV Agusta durante el último Gran Premio de temporada.
| Pos. | Piloto            | Equipo         | Pts. |
| ---- | ----------------- | -------------- | ---- |
| 1    | Carlo Ubbiali     | MV Agusta      | 30   |
| 2    | Tarquinio Provini | MV Agusta      | 28   |
| 3    | Mike Hailwood     | Ducati         | 20   |
| 4    | Luigi Taveri      | MZ / Ducati    | 14   |
| 5    | Ernst Degner      | MZ             | 13   |
| 6    | Bruno Spaggiari   | Ducati         | 8    |
| 7    | Derek Minter      | MZ             | 8    |
| 8    | Ken Kavanagh      | Ducati         | 8    |
| 9    | Gary Hocking      | MZ / MV Agusta | 7    |
| 10   | Horst Fügner      | MZ             | 6    |
| 11   | Werner Musiol     | MZ             | 4    |
| 12   | Francesco Villa   | Ducati         | 3    |
| 13   | Alberto Pagani    | Ducati         | 2    |
| 14   | Naomi Taniguchi   | Honda          | 1    |
| =    | Karl Kronmüller   | Ducati         | 1    |
| =    | Ulf Svensson      | Ducati         | 1    |
| =    | Arthur Wheeler    | Ducati         | 1    |